# Romina Arroyo
Romina Arroyo (Salta, 28 de junio de 1983) es la primera árbitro de boxeo internacional en Argentina, licenciada en comunicación, periodista, política y conductora de televisión.

## Biografía
Se licenció en Ciencias de la Comunicación en la Universidad Nacional de Córdoba en 2010.
Su vinculación con el boxeo proviene de parte de su padre quien era médico y jurado de boxeo. En su niñez, Arroyo asistía a peleas, e incluso llegaba a pasar los carteles de los entre rounds. Mientras estudiaba en Córdoba hizo el curso de árbitro de boxeo en la Federación de Árbitros de Boxeo de Córdoba y luego de dirigir cuatro años peleas amateurs, hasta que finalmente dirigió la primera pelea profesional en 2004. Se convirtió en la primera mujer en ser árbitro internacional de boxeo en su país al tratarse de la primera referí en dirigir títulos mundiales para la Organización Mundial de Boxeo (OMB) y la Asociación Mundial de Boxeo (AMB).
Dirigió su primera pelea de título mundial en 2011, en el Club Unión Progresista, Villa Ángela, Chaco, Argentina cuando se enfrentó la argentina Carolina Duer ante la francesa Aziza Oubaita por título mundial OMB.
El 19 de febrero de 2012 arbitró dos peleas de título mundial en la misma noche, en Osaka, Japón. Ese día fue jueza en el Yomiuri Bunka Hall, Toyonaka, en los pleitos de Elsuko Tada con María Salinas, y de Mari Ando con la mexicana María Jiménez.
Se desempeñó como árbitro internacional en Argentina, México, Puerto Rico, Panamá, Japón, Indonesia, Mónaco, Venezuela, Perú, Chile, Colombia, entre otros países. Respecto a sus inicios recordó "soy salteña, pero me fui a Córdoba capital a estudiar. Hice un curso en la Federación Cordobesa de Boxeo. Comencé a ir a los gimnasios, aprendí a caminar el ring. Dirigí peleas amateurs durante casi cuatro años y después tuve la oportunidad de dirigir una pelea profesional”, recuerda Romina. Su debut como referí en el campo profesional fue en 2004, para el año 2010 acumulaba más de 100 peleas dirigidas.
En 2011 se convirtió en la primera mujer en dirigir en el estadio argentino Luna Park cuando se enfrentaron la argentina Yesica Bopp y la mexicana Yesenia Martínez Castrejón. En dicho combate se ponían en disputa dos títulos internacionales, el de la Asociación Mundial de Boxeo y el de la Organización Mundial de Boxeo.
El diario argentino La Nación la destacó como la "Mejor Oficial de Ring" de Argentina en 2011. Fue la primera mujer en ser ternada como árbitro internacional para los Premios Firpo. También marcó un récord mundial al ser la primera mujer en dirigir un pleito profesional de pesos pesados cuando dirigió a los boxeadores Fabio "La Mole" Moli vs. Ezequiel Zárate por el título argentino de pesos pesados el 9 de junio de 2012.
En 2013 comenzó con su carrera política siendo candidata a concejal por el partido Salta Somos Todos quedando en segundo lugar en las internas PASO contra Ángela Di Bez por una diferencia de 41 votos: 15 315 voluntades logró Arroyo y Di Bez 15 356. En las elecciones generales del 2013 Arroyo secundó a Angelita y logró ingresar al Concejo Deliberante de la Ciudad de Salta tras obtener su lista un total de 22 984 votos.
En el año 2015 buscó renovar su banca como concejal con un total de 12 870 que la ubicaban en la lista por detrás de Ricardo Villada y Matías Cánepa. En las elecciones generales de ese año la lista de concejales tras obtener  66 061 votos que significaban un total de seis bancas logró su reelección al cargo legislativo. Ese mismo año también fue candidata al PARLASUR, en las PASO fue segunda de Carlos Zapata y luego de las elecciones pasó al tercer término por detrás de Jorge Guaymás en la lista de UNA (Una nueva Argentina) que llevaba a la fórmula Sergio Massa - Gustavo Sáenz.
En el 2017 buscó continuar en el cuerpo municipal siendo la cuarta candidata a concejal de la lista de Un Cambio para Salta referenciada en el intendente Gustavo Sáenz junto a la lista de Matías Cánepa, Socorro Villamayor y Ángel Causarano. En las PASO la lista obtuvo 25 453 votos y en las generales 52 107 que significaban un total de seis bancas y la rerreelección de Romina.
En el año 2019, Arroyo se presenta nuevamente en el Concejo Deliberante. Romina secundó la lista de Darío Madile que en las PASO obtuvo 24 117 votos y en las generales 25 316. Los resultados le valieron a la lista de Madile y Arroyo un total de tres bancas para el espacio y Romina, logrando confirmar su banca como presidenta del Bloque Salta Tiene Futuro referenciado con el saencismo que ahora era gobierno provincial.
En el año 2021 fue candidata a diputada provincial en segundo término por detrás de Javier David en las filas del Partido Justicialista dentro del frente Gana Salta. Dada su experiencia el gobernador [Gustavo Sáenz]] la sumó a su equipo de trabajo, desempeñándose como subsecretaria de actividad física y deporte social, adaptado, paralímpico e inclusivo en reemplazo de la concejal Inés Bennassar.se dedicó a la investigación de diversas problemáticas sociales, y proponiendo acciones concretas en áreas como género, integración, salud y empleo joven. y proyectos contra la violencia de género. Entre otros temas, propuso la creación de un Banco Social de Microcréditos para incentivar la economía familiar, guarderías municipales para que las mamás que trabajan o estudian puedan dejar, sin costo, a sus hijos en un lugar seguro. Trabajó en la reactivación de la Escuela de Artes y Oficios para darle salida laboral a los jóvenes y buscará involucrar activamente al municipio en materia de primer nivel de atención en salud
En diciembre de 2022 Romina dejó de ser subsecretaria de deportes para volver al ámbito privado, asumiendo su lugar a Claudia Vázquez quien había sido su mano derecha y asumió como una de los tres directores del Teleférico San Bernardo junto a Martín Miranda y el exconcejal Ángel Causarano.

## Algunas peleas internacionales dirigidas hasta 2019
- Yesica Bopp GKO9 a Yesenia Martínez - Estadio Luna Park (11-06-2011)
- Janeth Pérez GKO7 a Yolis Franco - Lobo Dome, Mazatlán, Sinaloa, México (16-07-2011)
- Sabrina Pérez GKO4 a Vanesa Guimaraes - Isidro Casanova, Buenos Aires (12-08-2011)
- Chantall Martínez GPP10 a Marilyn Hernández - Arena Roberto Durán, Panamá (08-09-2011)
- Yesica Bopp GKO1 Suzannah Warner - Coliseo Mario Morales, Puerto Rico (29-10-2011)
- Fernanda Alegre GPP10 a Chris Namus - Parque Eva Perón, Lomas de Zamora (17-12-2011)
- Etsuko Tada GPP10 a María Salinas y Mari Ando GPP10 a María del Refugio Jiménez - Yomiuri Bunka Hall, Toyonaka, Osaka, Japón (19-02-2012)
- Bryan Vásquez GKO9 Jorge Lacierva - Auditorio Municipal, Tijuana, Baja California, México (21-07-2012)
- Yonofrez Parejo GPP12 a Angky Angkotta - Indosiar Studio, Yakarta, Indonesia (02-11-2012)
- Alberto Rossel GPP12 a Walter Tello - Coliseo Miguel Grau, Callao, Perú (16-03-2013)
- Jackie Nava GKO7 a Alys Sánchez - Auditorio Municipal, Tijuana, Baja California, México (24-05-2014)
- Hekkie Bulder vs. Hekkie Bulder - Mónaco ( 25 – 11 – 2014)
- Mayerlin Rivas vs  Calista Silgado - Venezuela ( 14 - 1 - 2015)
- Maribel Ramírez vs. Joselyn Arroyo Ruiz - México ( 21 - 3 - 2015)
- Liliana Palmera vs. Chantall Martínez - Colombia ( 7 - 8 - 2015)
- Anahi Ester Sánchez vs. Dahiana Santana - Argentina ( 14 - 8 - 2015)
- Hekkie Budler vs. Bryan Rojas - Sudáfrica ( 19 - 3 - 2016)
- Linda Lecca vs. Karina Fernández - Perú ( 19 - 8 - 2017)
- Linda Lecca vs. Maribel Ramírez - Perú ( 19 - 5 - 2018)
- Miguel González vs. Andrew Moloney - Chile ( 22 - 3 - 2019)